# Wang Shangyuan
Wang Shangyuan (en chino: 王上源; pinyin: Wáng Shàngyuán; Zhengzhou, Henan, 2 de junio de 1993) es un futbolista chino que juega en la demarcación de defensa para el Henan FC de la Superliga de China.

## Selección nacional
Hizo su debut con la selección absoluta de China el 10 de diciembre de 2019 contra Japón en un partido amistoso que finalizó con un resultado de 1-2 a favor del combinado japonés tras el gol de Dong Xuesheng para China, y de Genta Miura y Musashi Suzuki para Japón.

## Clubes
| Club                 | País    | Año       | Partidos | Goles |
| -------------------- | ------- | --------- | -------- | ----- |
| Beijing San'gao      | China   | 2012-2013 | 21       | 10    |
| Club Brujas          | Bélgica | 2013-2015 | 9        | 1     |
| Guangzhou Evergrande | China   | 2015-2018 | 86       | 3     |
| Henan FC             | China   | 2018-     | 168      | 10    |

## Palmarés

### Títulos nacionales
| Título             | Club                 | País  | Año  |
| ------------------ | -------------------- | ----- | ---- |
| Superliga de China | Guangzhou Evergrande | China | 2015 |
| Supercopa de China | Guangzhou Evergrande | China | 2016 |
| Superliga de China | Guangzhou Evergrande | China | 2016 |
| Copa de China      | Guangzhou Evergrande | China | 2016 |
| Supercopa de China | Guangzhou Evergrande | China | 2017 |
| Superliga de China | Guangzhou Evergrande | China | 2017 |

### Títulos internacionales
| Título                      | Club                 | Sede   | Año  |
| --------------------------- | -------------------- | ------ | ---- |
| Liga de Campeones de la AFC | Guangzhou Evergrande | Cantón | 2015 |